# Leonardo Antonelli

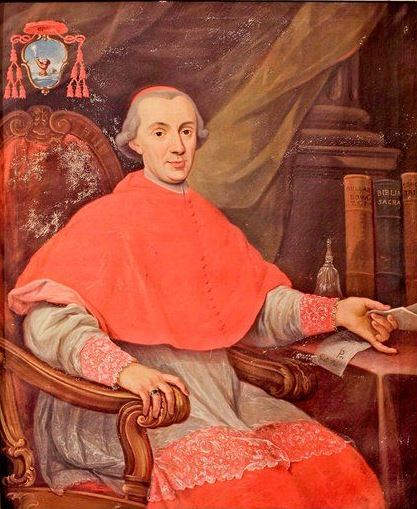
Leonardo Kardinal Antonelli

Leonardo Antonelli (* 6. November 1730 in Senigallia, Kirchenstaat; † 23. Januar 1811 ebenda) war ein Kurienkardinal der katholischen Kirche.

## Leben
Er war der Neffe des Kardinals Nicolò Maria Antonelli (1759).
Leonardo Antonelli wurde im März 1757 zum Sekretär der Konsistorialkongregation sowie des Heiligen Kardinalskollegiums berufen. In dieser Funktion war er auch Sekretär beim Konklave von 1758. Papst Clemens XIII. berief ihn im September 1766 zum Assessor der römischen Inquisition. Im Januar 1768 verfasste Antonelli einen Brief, in dem er den Papst gegen das Gericht des Herzogtums Parma verteidigte. Infolgedessen wurde der Geistliche Saverio Antonelli bei einem Attentat mit ihm verwechselt und ermordet.
Papst Pius VI. erhob Antonelli am 24. April 1775 zur Kardinalwürde und wies ihm den Titel eines Kardinalpriesters von Santa Sabina zu. Am 2. Mai 1780 ernannte derselbe Papst ihn zum Präfekten der Kongregation De Propaganda Fide. Nach seiner Erhebung zum Kardinalbischof von Palestrina wurde er am 19. März 1794 von Giovanni Francesco Albani zum Bischof geweiht. Mitkonsekratoren waren die Kurienbischöfe Ottavio Boni und Simone de Magistris, CO.
1785 wurde Antonelli zum Mitglied der Académie des Inscriptions et Belles-Lettres gewählt.
Kardinal Antonelli unterstützte die Zivilverfassung des Klerus in Frankreich 1790, damit die katholischen Gottesdienste nicht aufhören mussten. Er sprach sich 1797 gegen den Frieden von Tolentino aus und geriet im Folgejahr in französische Gefangenschaft. Unter Pius VII. war er von 1800 bis 1811 Sekretär der Kongregation der römischen und allgemeinen Inquisition und leitete zudem von Dezember 1801 bis zu seinem Tod die Indexkongregation. Er folgte dem Papst nach Paris, um dort an der Krönung Napoleons im Jahre 1804 teilzunehmen. 1809 wurde Antonelli von den französischen Machthabern aus Rom ausgewiesen, suchte dann Zuflucht in Spoleto und letztlich in seiner Heimatstadt Senigallia. Er war einer der ersten Kardinäle, die sich seinerzeit für die Neugründung des Jesuitenordens einsetzten. Am 3. August 1807 wurde er als Kardinaldekan und Kardinalbischof von Ostia ranghöchstes Mitglied des Kardinalskollegiums. Nach seinem Tod 1811 wurde Kardinal Antonelli in der Kathedrale von Senigallia beigesetzt.